# Vaya Draganova
Vaya Draganova –en búlgaro, Вая Драганова– (Kiustendil, 2003) es una deportista búlgara que compite en gimnasia rítmica, en la modalidad de conjuntos. Ganó una medalla de oro en el Campeonato Europeo de Gimnasia Rítmica de 2022, en el concurso por equipos.

## Palmarés internacional
| Campeonato Europeo | Campeonato Europeo | Campeonato Europeo | Campeonato Europeo   |
| Año                | Lugar              | Medalla            | Prueba               |
| ------------------ | ------------------ | ------------------ | -------------------- |
| 2022               | Tel Aviv (Israel)  | Medalla de oro     | Concurso por equipos |